# Vigoureux
Als Vigoureux bezeichnet man ein Garn, das aus Fasern bzw. dem Kammzug gesponnen wurde, die kreuzweise oder streifenförmig – meist mit einer Reliefwalze – bedruckt und gemischt wurden, oder den Kammzugdruck (top print) als solchen. 
Im Spinnprozess entsteht durch mehrfaches Doublieren und Verstrecken der Fasern eine homogene melangeartige Fasermischung. Das Ergebnis im Fertigartikel ist eine optisch ruhige Melange, die nicht bebildert und nicht streifig ist. Vigoureux-Garne und Stoffe sind durch ihre aufwändige Verarbeitung und die edle Optik besonders hochwertig. Vigoureux-Drucke findet man vor allem bei Kammgarnen aus Wolle bzw. Wollmischungen, z. T. mit Fasern aus Polyester oder Polyamid. 